# Povl Helweg-Larsen
Povl Helweg-Larsen (2. juli 1877 i Vedbæk – 23. maj 1958 i Sundby, København) var en dansk præst, forfatter, kirkelig redaktør af Kristeligt Dagblad og provst for Dansk Vestindien. Han var bror til Gunnar Helweg-Larsen og far til Flemming Helweg-Larsen.
Han var søn af stiftsprovst i Viborg Stift Vilhelm Helweg-Larsen og Thyra Lorentzen og blev optaget på Kolding Gymnasium i 1885 og blev student herfra i 1895, han blev færdig som præst i 1902. Han blev i 1906 rejsesekretær for kirken på de Dansk Vestindiske øer, her var han sognepræst i Christiansted på St. Croix imellem 1910 og 1919, fra 1916 provst. Sognepræst ved Timotheus Kirke i København mellem 1920 og 1924. Mellem 1923 til 1933 sekretær for kirkelige bevægelser. Sognepræst ved Christianskirken i København mellem 1932 og 1947, provst for Søndre Provsti mellem 1943 og 1947. Kirkelig redaktør af Kristeligt Dagblad mellem 1938 og 1941. Medstifter af Kirkeligt Oplysningsforbund i 1950. Han var Ridder af Dannebrog og medlem af repræsentantskabet for Det københavnske Kirkefond samt formand i bestyrelsen for Foreningen Menighedssangen 1941-53.
Han blev gift den 17. maj 1904 med Astrid Heiberg (25. november 1877 i Thisted - 1954), datter af stiftsfysikus, dr.med. P.W. Heiberg og hustru Minna født Bonne.
Siden 1916 og frem til sin død skrev han flere bøger og artikler, mest om det kirkelige liv og dansk vestindien. Hans personlige arkiv er blevet afleveret til Statens Arkiver.

## Forfatterskab
- Den vestindiske Krise, 1916.
- Ved Skillevejen, 1926.
- Københavns Kirkesag, 1923.
- Andre pjecer om vestindiske spørgsmål og Københavns Kirkesag; artikler i Københavns Kirkesag og Kirkefondets Aarbog
- "Kirke og Stat", i Luthers Arv, 1936.
- Forsvarlig Konfirmandforberedelse, 1938.
- Medudgiver af Annekset, en menighedssangbog, 1935.
- "Kirkesynet", i Den Danske Kirke og vor Slægt, 1943.
- Medudgiver af Bibelbogen med Noter, 1950.
- (udgiver): Kirkens Venners Korrespondance, 1955.
- (udgiver): H.O. Lange, en Mindebog, 1955.